# Trapeze (1975)
Trapeze è il quinto album in studio del gruppo musicale britannico Trapeze, pubblicato nel 1975. Registrato col producer Steve Smith presso gli Island Studios, è stato pubblicato nel 1975 dalla Warner Bros. Records. L'album è stato preceduto dal rilascio di un singolo, una cover di "On the Sunny Side of the Street", originalmente interpretata da Frank Sinatra. L'album vede inoltre nuovamente la partecipazione di Glenn Hughes, che canta le canzoni "Chances" e "Nothing for Nothing". Il trio si riunì per un tour, che venne successivamente interrotto dopo alcune date negli USA a causa dei problemi di tossicodipendenza di Hughes, in particolare nei confronti della cocaina.

## Accoglienza
Il sito musicale Allmusic ha assegnato a Trapeze due stelle su cinque. Lo scrittore Dave Thompson descrisse l'album come "un piccolo disco scuro, a cui mancavano disperatamente le infusioni funk di Glenn Hughes e, per la maggior parte, oscurato anche dal suo deludente predecessore". Thompson identificò la traccia di apertura "Star Breaker" come "probabilmente la migliore" canzone di Trapeze, ma riassunse la pubblicazione come "rock meccanico e senza grazia, monotono e respinto da tutti tranne che dai fans più disperati".

## Tracce
1. Star Breaker – 3:30 (Mel Galley, Tom Galley)
2. It's Alright – 4:12 (M. Galley)
3. Chances – 2:30 (M. Galley, T. Galley, Glenn Hughes)
4. The Raid – 2:45 (M. Galley)
5. On the Sunny Side of the Street (Frank Sinatra cover) – 2:40 (Jimmy McHugh, Dorothy Fields)
6. Gimmie Good Love – 3:10 (M. Galley, T. Galley, Steve Smith)
7. Monkey – 3:40 (M. Galley, T. Galley)
8. I Need You – 4:35 (M. Galley)
9. Soul Stealer – 3:30 (M. Galley, T. Galley)
10. Nothing for Nothing – 3:53 (M. Galley)

## Formazione
- Mel Galley – chitarra, voce
- Dave Holland – batteria
- Rob Kendrick – chitarra
- Pete Wright – basso
- Glenn Hughes – voce (3, 10)